# Coreia-acantocitose
A coreia-acantocitose (ChAc, também chamada de coreoacantocitose) é uma doença hereditária rara causada por uma mutação em um gene que controla as proteínas estruturais das hemácias. Pertence a um grupo de quatro doenças caracterizadas sob o nome de neuroacantocitose. Quando o sangue de um paciente é visto em um microscópio, algumas das hemácias parecem espinhosas. Essas células espinhosas são chamadas de acantócitos.
Outros efeitos da doença podem incluir epilepsia, mudanças de comportamento, degeneração muscular e degradação neuronal semelhante à doença de Huntington. A idade média de início dos sintomas é de 35 anos. A doença é incurável e inevitavelmente leva à morte prematura.
A coreia-acantocitose é um distúrbio neurodegenerativo autossômico recessivo muito complexo de início na idade adulta. Ela geralmente se manifesta como um distúrbio de movimento misto, no qual a coreia, os tiques, a distonia e até mesmo o parkinsonismo podem aparecer como sintomas.
Essa doença também é caracterizada pela presença de alguns distúrbios de movimento diferentes, incluindo coreia, distonia etc.
A coreia-acantocitose é considerada um distúrbio autossômico recessivo, embora tenham sido observados alguns casos com herança autossômica dominante.

## Sinais e sintomas
Existem vários sintomas que podem ajudar a diagnosticar essa doença, que é marcada pela presença de acantócitos no sangue (esses acantócitos podem, às vezes, estar ausentes ou até mesmo aparecer tardiamente no curso da doença) e pela neurodegeneração que causa um distúrbio de movimento coreiforme.
Outro sintoma seria que essa doença deve ser considerada em pacientes que apresentam níveis elevados de acantócitos em um exame de sangue periférico.
A creatina quinase sérica é frequentemente elevada no corpo das pessoas afetadas por essa doença.
Os pacientes com coreia-acantocitose podem ter uma aparência de “homem de borracha” com instabilidade troncular e espasmos súbitos e violentos no tronco. Os pacientes desenvolvem coreia generalizada e uma minoria dos pacientes com coreia-acantocitose desenvolve parkinsonismo.
Em pelo menos um terço dos pacientes, as convulsões, geralmente generalizadas, são a primeira manifestação da doença. O comprometimento da memória e das funções executivas é frequente, embora não seja invariável.
As pessoas afetadas por essa doença também apresentam perda de neurônios. A perda de neurônios é uma característica marcante das doenças neurodegenerativas. Devido à natureza geralmente não regenerativa das células neuronais no sistema nervoso central adulto, isso resulta em um processo irreversível e fatal de neurodegeneração. Há também a presença de vários distúrbios relacionados ao movimento, incluindo coreia, distonia e bradicinesia, sendo que um dos mais incapacitantes inclui os espasmos tronculares.

## Causa
A coreia-acantocitose é causada por uma mutação em ambas as cópias do gene VPS13A, que codifica a proteína 13A associada à triagem de proteínas vacuolares.

## Diagnóstico
Os testes de função proteica que demonstram uma redução nos níveis de coreína e também a análise genética podem confirmar o diagnóstico dado a um paciente. Para uma doença como essa, muitas vezes é necessário coletar amostras de sangue do paciente em várias ocasiões, com uma solicitação específica ao hematologista para examinar o material em busca de acantócitos. Outro ponto é que o diagnóstico da doença pode ser confirmado pela ausência de coreína no western blot das membranas dos eritrócitos.

## Tratamento
O tratamento para combater a doença coreia-acantocitose é totalmente sintomático. Por exemplo, as injeções de toxina botulínica podem ajudar a controlar a distonia orolingual. A estimulação cerebral profunda é um tratamento que tem efeitos variados sobre as pessoas que sofrem dos sintomas dessa doença; para alguns, ela ajudou bastante e, para outras pessoas, não ajudou em nada; ela é mais eficaz em sintomas específicos da doença.